# Paolo I Sforza, marchese di Proceno
Paolo Sforza di Santa Fiora, marchese di Proceno, indicato anche come Paolo I Sforza di Proceno (Santa Fiora, 1535 – Roma, 3 aprile 1597), è stato un nobile e militare italiano.
Figlio e fratello dei conti di Santa Fiora, era nipote diretto di papa Paolo III.

Stemma dei conti di Santa Fiora

## Biografia

### I primi anni e l'inizio della carriera militare
Nato a Santa Fiora, feudo di famiglia, nel 1535, Paolo era figlio del conte Bosio II Sforza di Santa Fiora e di sua moglie, Costanza Farnese, figlia naturale di papa Paolo III.
La sua posizione di secondogenito lo rese accessorio alla successione nella contea di Santa Fiora e per questo, dal 1544, per volontà del nonno Paolo III, venne avviato alla carriera ecclesiastica ed assunto come scrittore apostolico. Insoddisfatto per la vita curiale e certamente poco portato ad essa, decise dal 1552 di abbandonare tale carriera per associarsi al fratello Sforza come capitano di ventura. In quello stesso anno prese parte alla guerra di Siena in Toscana, ma venne catturato dai francesi due anni dopo presso Pescia.
Nel 1555, dopo essere stato rilasciato dalla prigionia, venne dal papa ricompensato col marchesato di Proceno, a cui più tardi venne aggiunto anche il feudo di Onano. Papa Paolo IV lo nominò commissario generale dell'esercito pontificio.
Nell'agosto del 1565 combatté per lo Stato della Chiesa contro i turchi conducendo 1000 fanti in Sicilia da dove, imbarcatosi a Messina, si portò a Malta per difenderla dall'assedio mossogli dall'Impero ottomano. Con la riuscita della difesa, venne nominato cavaliere dell'Ordine di Calatrava ed ottenne il privilegio di poter entrare a far parte del consiglio di guerra del regno di Napoli.
Nel 1566 prese parte alla guerra d'Ungheria, affiancando le truppe locali ancora una volta contro i turchi. Nel 1569 prese parte al seguito dell'esercito pontificio alle truppe di sostegno inviate in Francia per contrastare gli ugonotti, distinguendosi nell'assedio di Poitiers del 1569.

### La guerra contro i turchi
Nel maggio del 1571 ritornò in Italia ed ebbe l'incarico, assieme a Vincenzo Tuttavilla, conte di Sarno, ed a Sigismondo Gonzaga, di reclutare per conto dell'esercito pontificio 2000 fanti per prepararsi a recare supporto ad una nuova guerra contro i turchi. Dopo aver radunato le sue truppe nelle Marche, le imbarcò su alcune galee di proprietà della Repubblica di Genova, dei Savoia e della Serenissima.
Nell'agosto di quello stesso anno venne chiamato a Messina dove prese parte ad un consiglio di guerra con don Giovanni d'Austria e nel settembre di quello stesso anno ottenne il comando di un contingente di soldati spagnoli imbarcati su una galea veneziana comandata da Andrea Calergi. Prima della partenza, ad ogni modo, si creano a bordo dei disordini: alcuni archibugieri spagnoli ebbero delle discussioni prima e poi una rissa con dei marinai imbarcati e Paolo intervenne in difesa dei propri uomini come loro capitano assieme a Muzio Alticozzi che ne è loro responsabile sull'imbarcazione. Il capitano generale della flotta veneziana, Sebastiano Venier, ordinò l'arresto degli autori dei disordini a bordo della galea ma ancora una volta gli archibugieri spagnoli reagirono violentemente, uccidono due guardie. A questo punto, di fronte al terrore di vedere compromessa la sua partecipazione all'operazione, Paolo decise di portarsi da don Giovanni d'Austria per far valere i propri diritti di giurisdizione sui propri uomini contro la prevaricazione del Venier.
In ottobre, ad ogni modo, la situazione sembrò essersi risolta e finalmente lo Sforza poté partire coi suoi uomini alla volta della Grecia. Si scontrò nella battaglia di Lepanto e poco dopo, affiancando Battistino Moretto, prese parte alla battaglia di Navarino.
Nel 1572, nuovamente impegnato in Grecia, si trovò compreso ancora una volta nella flotta di don Giovanni d'Austria, riuscendo a portare a compimento l'assalto e la conquista della fortezza di Corone.

### Gli ultimi anni
Dopo il valente servizio prestato contro i turchi, tornò in patria per un meritato periodo di riposo che perdurò senza azioni di particolare rilievo almeno sino al 1595. In quell'anno, infatti, venne chiamato a dare supporto con l'esercito dello Stato della Chiesa a quello ungherese contro i turchi. Affiancando Francesco del Monte Santa Maria e Diomede della Corgna, si mosse al seguito di Giovanni Francesco Aldobrandini, nipote di papa Clemente VIII, ottenendo il comando di una compagnia di fanti.
In Ungheria prese parte all'espugnazione della città di Strigonio e poi a quella di Viagrad.
Al suo ritorno in Italia, venne premiato dal pontefice con la nomina a luogotenente generale dell'esercito pontificio e col titolo di principe assistente al soglio.
Morì a Roma nel 1597.

## Matrimonio e figli
Paolo Sforza sposò nel febbraio 1562 Lucrezia Pio di Savoia, figlia di Lionello II Pio di Savoia, signore di Meldola e Sarsina, e di Ippolita Comnena. La coppia non ebbe figli.

## Albero genealogico
|                                                           |                    |                                                     | Genitori                                   |  |  | Nonni |  |  | Bisnonni                                               |  |  | Trisnonni                                        |  |
|                                                           |                    |                                                     |                                            |  |  |       |  |  | Guido Sforza di Santa Fiora, VIII conte di Santa Fiora |  |  | Bosio I Sforza, VII conte ex uxor di Santa Fiora |  |
|                                                           |                    |                                                     |                                            |  |  |       |  |  | Guido Sforza di Santa Fiora, VIII conte di Santa Fiora |  |  | Bosio I Sforza, VII conte ex uxor di Santa Fiora |  |
|                                                           |                    | Cecilia Aldobrandeschi, VII contessa di Santa Fiora |                                            |  |  |       |  |  | Guido Sforza di Santa Fiora, VIII conte di Santa Fiora |  |  |                                                  |  |
| Federico I Sforza di Santa Fiora, IX conte di Santa Fiora |                    |                                                     |                                            |  |  |       |  |  | Guido Sforza di Santa Fiora, VIII conte di Santa Fiora |  |  |                                                  |  |
|                                                           |                    | Francesca Farnese                                   | Angelo Farnese                             |  |  |       |  |  |                                                        |  |  |                                                  |  |
|                                                           |                    | Francesca Farnese                                   | Angelo Farnese                             |  |  |       |  |  |                                                        |  |  |                                                  |  |
|                                                           |                    | Francesca Farnese                                   | Costanza Malatesta                         |  |  |       |  |  |                                                        |  |  |                                                  |  |
| Bosio II Sforza di Santa Fiora, X conte di Santa Fiora    |                    | Francesca Farnese                                   |                                            |  |  |       |  |  |                                                        |  |  |                                                  |  |
|                                                           |                    | Niccolò Orsini                                      | Aldobrandino Orsini, V conte di Pitigliano |  |  |       |  |  |                                                        |  |  |                                                  |  |
|                                                           |                    | Niccolò Orsini                                      | Aldobrandino Orsini, V conte di Pitigliano |  |  |       |  |  |                                                        |  |  |                                                  |  |
|                                                           |                    | Niccolò Orsini                                      | Bartolomea Orsini                          |  |  |       |  |  |                                                        |  |  |                                                  |  |
| Bartolomea Orsini di Pitigliano                           |                    | Niccolò Orsini                                      |                                            |  |  |       |  |  |                                                        |  |  |                                                  |  |
|                                                           |                    | Elena Conti                                         | Grato Conti                                |  |  |       |  |  |                                                        |  |  |                                                  |  |
|                                                           |                    | Elena Conti                                         | Grato Conti                                |  |  |       |  |  |                                                        |  |  |                                                  |  |
|                                                           |                    | Elena Conti                                         | …                                          |  |  |       |  |  |                                                        |  |  |                                                  |  |
| Paolo Sforza, marchese di Proceno                         |                    | Elena Conti                                         |                                            |  |  |       |  |  |                                                        |  |  |                                                  |  |
|                                                           | Pier Luigi Farnese | Ranuccio Farnese                                    |                                            |  |  |       |  |  |                                                        |  |  |                                                  |  |
|                                                           | Pier Luigi Farnese | Ranuccio Farnese                                    |                                            |  |  |       |  |  |                                                        |  |  |                                                  |  |
|                                                           | Pier Luigi Farnese | Agnese Monaldeschi                                  |                                            |  |  |       |  |  |                                                        |  |  |                                                  |  |
| Paolo III                                                 | Pier Luigi Farnese |                                                     |                                            |  |  |       |  |  |                                                        |  |  |                                                  |  |
|                                                           |                    | Giovannella Caetani                                 | Onorato Caetani, signore di Sermoneta      |  |  |       |  |  |                                                        |  |  |                                                  |  |
|                                                           |                    | Giovannella Caetani                                 | Onorato Caetani, signore di Sermoneta      |  |  |       |  |  |                                                        |  |  |                                                  |  |
|                                                           |                    | Giovannella Caetani                                 | Caterina Orsini                            |  |  |       |  |  |                                                        |  |  |                                                  |  |
| Costanza Farnese                                          |                    | Giovannella Caetani                                 |                                            |  |  |       |  |  |                                                        |  |  |                                                  |  |
|                                                           |                    | Rufino Ruffini                                      | …                                          |  |  |       |  |  |                                                        |  |  |                                                  |  |
|                                                           |                    | Rufino Ruffini                                      | …                                          |  |  |       |  |  |                                                        |  |  |                                                  |  |
|                                                           |                    | Rufino Ruffini                                      | …                                          |  |  |       |  |  |                                                        |  |  |                                                  |  |
| Silvia Ruffini                                            |                    | Rufino Ruffini                                      |                                            |  |  |       |  |  |                                                        |  |  |                                                  |  |
|                                                           |                    | …                                                   | …                                          |  |  |       |  |  |                                                        |  |  |                                                  |  |
|                                                           |                    | …                                                   | …                                          |  |  |       |  |  |                                                        |  |  |                                                  |  |
|                                                           |                    | …                                                   | …                                          |  |  |       |  |  |                                                        |  |  |                                                  |  |
|                                                           |                    | …                                                   |                                            |  |  |       |  |  |                                                        |  |  |                                                  |  |